# Cinmamos
Cinmamos fou rei de Pàrtia del 39 al 40.
Artaban III fou enderrocat en un cop d'estat del nobles (39) i proclamat rei el noble Cinmamos. Artaban va fugir a la cort del rei Izates II d'Adiabene, amb ajut del qual, i gràcies a la seva habilitat negociadora (va fer promeses als nobles oferint-los avantatges i un perdó complet) va aconseguir l'abdicació de Cinmamos, i la restauració d'Artaban (40).
| Rebel·lat contra el rei: Artaban III | Imperi Part | Abdica en favor de: Artaban III |